# گروه کیندرد
گروه کیندرد (انگلیسی: Kindred Group) شرکت سرگرمی بریتانیایی است، که در سال ۱۹۹۷ تأسیس شد.